# Clifford Coffin
Clifford Coffin (Blackheath, 10 febbraio 1870 – Torquay, 4 febbraio 1959) è stato un generale britannico, decorato con la Victoria Cross nel corso della prima guerra mondiale.

## Biografia
Nacque al numero 9 di St John's Park South, Blackheath, Londra, il 10 febbraio 1870, figlio di Isaac, e di Catherine "Kate" Eliza Shepherd. Studiò all'Haileybury College dal 1884 al 1886 e poi alla Royal Military Academy di Woolwich. Fu nominato sottotenente dei Royal Engineers il 17 febbraio 1888 e fu promosso tenente il 17 febbraio 1891. Prestò servizio nei Submarine Miners in Giamaica dal 1891 al 1894. Sposò la signorina Helen Douglas Jackson, il 22 agosto 1894 a St Bartholomew's, Gray's Inn, Londra, e la coppia ebbe quattro figli (Geoffrey, Kathleen, Damaris e Humphrey). Prestò servizio nella 1ª Compagnia da fortezza a Cork, in Irlanda, e fu promosso capitano nel 1899. Fu interprete di lingua francese e frequentò lo Staff College a Camberley, Surrey, nel 1899, diplomandosi in anticipo a causa dello scoppio della seconda guerra boera. Fu assistente del comandante dei Royal Engineers (CRE) della 6ªe 10ª  Divisione, partecipando alle azioni di soccorso a Kimberley, Paardeburg, Poplar Grove, Dreifontein e Zillikat's Creek. Nella Colonia del Capo e nel Transvaal comandò una compagnia composita di fanteria nelle operazioni finali condotte da Lord Roberts dopo la caduta di Pretoria; nel luglio 1900 guidò una forza composita composta da uomini della 7ªe 9ª  (Fd) Compagnia nella colonna di Sir Ian Hamilton all'inseguimento del capo boero Christiaan de Wet.
Fu menzionato nei dispacci prima di essere posto al comando di Standerton fino al suo ritorno in Gran Bretagna nel settembre del 1904. Fu assegnato come GSO3 alla Sezione Intelligence del Quartier generale del British Army dal 1904 al 1907 e fu promosso maggiore. Comandò la 56ª Compagnia da campo a Bulford e fu GSO2 in Sierra Leone dal 1911 al 1914.
Dopo lo scoppio della prima guerra mondiale dall'agosto 1914 al gennaio 1917 fu assegnato al genio militare della 21ª Divisione, una delle divisioni create da Lord Kitchener per la New Army. Fu promosso tenente colonnello a titolo temporaneo il 9 giugno 1915 e confermato nel grado  il 22 giugno. Partì per la Francia il 10 settembre 1915, divenendo comandante temporaneo della 64ª Brigata (dal 18 al 31 marzo 1916) e poi comandante del genio militare del XV Corpo d'armata (dall'aprile al maggio 1916). Prestò servizio anche nella battaglia di Loos, quando la 21ª Divisione, XV Corpo d'armata, 4ª Armata, andò in gran parte distrutta dal fuoco delle mitragliatrici tedesche,  e poi partecipò alla battaglia della Somme.
Il 1º gennaio 1917 gli fu conferita la Distinguished Service Order per i suoi servizi sul campo nella 21ª Divisione, e in quello stesso mese fu promosso generale di brigata a titolo temporaneo, assumendo il comando della 25 Brigata fanteria. Gli fu inoltre conferita l'Ordine di San Stanislao di III Classe con spade mentre prestava servizio con il Genio canadese il 15 febbraio 1917. Nel marzo 1917 assunse il comando della 25ª Brigata, 8ª  Divisione, conducendola nell'avanzata su Bouchavesnes durante la ritirata tedesca sulla Linea Hindenburg. Nel mese di giugno l'8ª Divisione si trovava nel saliente di Ypres, Belgio.
Il 31 luglio 1917 a Westhoek, in Belgio, quando il suo comando fu bloccato in un attacco a causa del pesante fuoco di mitragliatrici e fucili, si fece avanti e ispezionò i posti di prima linea. Sebbene sotto il fuoco più intenso di mitragliatrici e fucili e in piena vista del nemico, dimostrò un totale disprezzo del pericolo, camminando silenziosamente da una buca di granata all'altra, impartendo consigli e incoraggiando i suoi uomini con la sua presenza. Per questa azione fu insignito della Victoria Cross e fu promosso colonnello il 1º gennaio 1918, consegnatagli il giorno successivo da re Giorgio V in una apposita cerimonia tenutasi a Buckingham Palace. Il 16 agosto condusse la 25ª Brigata in un rinnovato attacco verso Hanebeek; fino a novembre 1917 operò nel settore di Passchendaele, quindi la 25ª Brigata fu assegnata alla 5ª Armata nel settore di Amiens.
Gli fu poi conferita la Bar al suo DSO durante l'Offensiva di primavera tedesca sulla Somme, comandando la sua Brigata con grande abilità, soprattutto durante le fasi di copertura della ritirata del resto della sua Divisione.
Promosso generale di brigata, il 6 maggio 1918 assunse il comando della 36ª Divisione (Ulster), conducendola nell'offensiva finale.  Il 1º gennaio 1919 fu nominato Compagno dell'Ordine del Bagno e insignito anche delle onorificenze belghe di Commendatore dell'Ordine della Corona e della Croix de Guerre, e menzionato nei dispacci cinque volte.  Da marzo a settembre 1919 comando una brigata dell'Armata del Reno.  Comandò la 16ª Brigata in Irlanda, fu poi comandante delle truppe a Ceylon (1920-1924) e Aiutante di campo del Re nello stesso periodo. Andò in pensione con il grado di maggior generale a titolo onorifico il 29 novembre 1924. Successivamente lavorò per la British Empire Ex-Service League e fu Presidente del Consiglio Esecutivo durante la seconda guerra mondiale. Fu colonnello comandante del Corpo dei Genio Reale dal 1936 al febbraio 1940. Morì durante una vacanza a Whitbourne, Torquay, Devon, il 4 febbraio 1959.  Fu sepolto nel cimitero della Santissima Trinità, a Coleman's Hatch, nell'East Sussex.   La sua tomba, caduta in rovina, fu restaurata dai membri del Victoria Cross Trust nel 2013. Da allora è stata pulita e restaurata una seconda volta da Steve Davies (restauratore di tombe militari).

### Annotazioni
1. ↑  Il 7 aprile 1870 fu battezzato nella chiesa di St Paul a Greenwich, dove il registro battesimale conferma che suo padre era tenente generale e che la famiglia risiedeva a Dartmouth Lodge, Blackheath.

### Fonti
1. 1 2 3 4 5 6 7 8 9 10 11 12 13 14 15 16 17 18 19 20 21 22 23 24 25 26 27 28 29 30 31  Victoria Cross & George Cross Association.
2. 1 2 3 4 5 6 7 8 9 10 11 12 13 14 15 16 17 18 19 20 21 22 23 24 25 26  Victoria Cross Online.
3. ↑  (EN) The London Gazette (PDF), n. 25790, 24 February 1888.
4. ↑  (EN) The London Gazette (PDF), n. 29947, 16 February 1917.
5. ↑  (EN) The London Gazette (PDF), n. 30284, 14 September 1917.
6. ↑  (EN) The London Gazette (PDF), n. 30284, 14 September 1917.
7. ↑  (EN) The London Gazette (PDF), n. 30450, 28 December 1917.